# Гамільтон-Бранч (Каліфорнія)
Гамільтон-Бранч (англ. Hamilton Branch) — переписна місцевість (CDP) в США, в окрузі Плумас штату Каліфорнія. Населення — 505 осіб (2020).

## Географія
Гамільтон-Бранч розташований за координатами 40°16′38″ пн. ш. 121°5′46″ зх. д. / 40.27722° пн. ш. 121.09611° зх. д. (40.277250, -121.096092).  За даними Бюро перепису населення США в 2010 році переписна місцевість мала площу 2,81 км², уся площа — суходіл.

## Демографія
Згідно з переписом 2010 року, у переписній місцевості мешкало 537 осіб у 234 домогосподарствах у складі 162 родин. Густота населення становила 191 особа/км².  Було 434 помешкання (154/км²).
Расовий склад населення:
| - 95,7 % — білих - 0,6 % — азіатів - 0,4 % — чорних або афроамериканців |

До двох чи більше рас належало 2,8 %. Частка іспаномовних становила 3,7 % від усіх жителів.
За віковим діапазоном населення розподілялося таким чином: 19,6 % — особи молодші 18 років, 54,3 % — особи у віці 18—64 років, 26,1 % — особи у віці 65 років та старші. Медіана віку мешканця становила 52,3 року. На 100 осіб жіночої статі у переписній місцевості припадало 106,5 чоловіків;  на 100 жінок у віці від 18 років та старших — 101,9 чоловіків також старших 18 років.
Середній дохід на одне домашнє господарство  становив 60 472 долари США (медіана — 53 250), а середній дохід на одну сім'ю — 73 711 долар (медіана — 62 014). За межею бідності перебувало 10,1 % осіб, у тому числі 22,0 % дітей у віці до 18 років та 12,9 % осіб у віці 65 років та старших.
Цивільне працевлаштоване населення становило 171 осіб. Основні галузі зайнятості: мистецтво, розваги та відпочинок — 22,8 %, освіта, охорона здоров'я та соціальна допомога — 21,6 %, науковці, спеціалісти, менеджери — 11,1 %, будівництво — 11,1 %.